# Kopua japonica
Kopua japonica is een straalvinnige vissensoort uit de familie van schildvissen (Gobiesocidae). De wetenschappelijke naam van de soort is voor het eerst geldig gepubliceerd in 2012 door Moore, Hutchins en Okamoto.

## Voorkomen
De soort is aangetroffen in de Oost-Chinese Zee.